# Vladimir Kesarev
Vladimir Petrovič Kesarev rusky Владимир Петрович Кесарев (26. února 1930 Moskva – 19. ledna 2015 Moskva) byl sovětský fotbalista ruské národnosti. Nastupoval především na postu obránce.
Se sovětskou reprezentací vyhrál první mistrovství Evropy roku 1960 (tehdy nazývané Pohár národů), byť na závěrečném turnaji do bojů nezasáhl. Zúčastnil se rovněž světového šampionátu ve Švédsku roku 1958. V národním týmu působil v letech 1957–1960 a nastoupil ke 14 zápasům.
Takřka celou kariéru (1956-1965) strávil v FK Dynamo Moskva, třikrát s ním získal titul mistra Sovětského svazu (1957, 1959, 1963).